# Che vita è
Che Vita è  è il quinto singolo della cantante italiana Irene Grandi, pubblicato nel febbraio del 1997.